# Motukatuli Foliki
Motukatuli Foliki ist eine kleine Riffinsel im Riffsaum des Atolls Nukulaelae im Inselstaat Tuvalu.

## Geographie
Motukatuli Foliki bildet zusammen mit der benachbarten Schwesterinsel Motukatuli, mit Tumiloto, Kavatu, Asia und Muliteatua den nördlichen Riffsaum des Atolls.